# Грант-Парк (Іллінойс)
Грант-Парк (англ. Grant Park) — селище (англ. village) в США, в окрузі Канкакі штату Іллінойс. Населення — 1294 особи (2020).

## Географія
Грант-Парк розташований за координатами 41°14′34″ пн. ш. 87°38′17″ зх. д. / 41.24278° пн. ш. 87.63806° зх. д. (41.242747, -87.638115).  За даними Бюро перепису населення США в 2010 році селище мало площу 8,91 км², з яких 8,84 км² — суходіл та 0,07 км² — водойми.

## Демографія
Згідно з переписом 2010 року, у селищі мешкала 1331 особа в 512 домогосподарствах у складі 373 родин. Густота населення становила 149 осіб/км².  Було 550 помешкань (62/км²).
Расовий склад населення:
| - 95,5 % — білих - 0,1 % — корінних американців - 0,1 % — чорних або афроамериканців - 0,1 % — азіатів - 1,9 % — осіб інших рас |

До двох чи більше рас належало 2,4 %. Частка іспаномовних становила 6,2 % від усіх жителів.
За віковим діапазоном населення розподілялося таким чином: 23,7 % — особи молодші 18 років, 61,9 % — особи у віці 18—64 років, 14,4 % — особи у віці 65 років та старші. Медіана віку мешканця становила 40,2 року. На 100 осіб жіночої статі у селищі припадало 92,9 чоловіків;  на 100 жінок у віці від 18 років та старших — 94,8 чоловіків також старших 18 років.
Середній дохід на одне домашнє господарство  становив 70 741 долар США (медіана — 60 536), а середній дохід на одну сім'ю — 84 003 долари (медіана — 75 000). Медіана доходів становила 55 781 долар для чоловіків та 36 833 долари для жінок. За межею бідності перебувало 7,5 % осіб, у тому числі 4,6 % дітей у віці до 18 років та 9,6 % осіб у віці 65 років та старших.
Цивільне працевлаштоване населення становило 672 особи. Основні галузі зайнятості: освіта, охорона здоров'я та соціальна допомога — 21,1 %, виробництво — 11,9 %, будівництво — 10,1 %.